# Николаевский, Павел Дмитриевич
Павел Дмитриевич Николаевский (10 января 1949 — 15 февраля 2024) — советский и российский государственный и политический деятель, председатель Новороссийского горисполкома (1990—1992).
После окончания средней школы (1966) работал учеником слесаря на цементном заводе «Первомайский».
В 1972 году окончил Факультет автоматики и вычислительной техники Таганрогского радиотехнического института.
В конце 1980-х годов председатель Ленинского районного Совета народных депутатов Новороссийска. В 1990—1992 гг. председатель Новороссийского горисполкома.
До 2004 года начальник отдела Управления капитального строительства (УКС) администрации Новороссийска. С 2004 по 2020 год начальник отдела проектирования и перспективного развития МКУ «Управление строительства».